# Poboj frančiškanov v Bosni in Hercegovini
Poboj frančiškanskih bratov v Bosni in Hercegovini pomeni vrsto množičnih pobojev, ki so jih jugoslovanski partizani storili iz sovraštva do katoliške cerkve med in po koncu druge svetovne vojne v Bosni. Brez sojenja je bilo pobitih 66 frančiškanov ter 78 aretiranih in zaprtih.
V Širokem Brijegu so 7. februarja 1945  jugoslovanski partizani Osmega dalmatinskega korpusa pobili 30 frančiškanov. Zaprli so jih v klet samostana, nato pa so ga zažgali zaradi česar so vsi frančiškani umrli.
Zločini nad šestimi frančiškani, ki so jih 8. februarja 1945 našli v župniji Mostarski Graz, so se zgodili na območju odgovornosti 2. dalmatinske brigade iz 9. dalmatinske divizije, poveljnika brigade Bruna Vuletića, političnega komisarja v tej brigadi Ante Jerkin, poveljnik Ljubo Truta in Ilija Radaković ter vodilna človeka 8. korpusa, Petar Drapšin in Boško Šiljegović.
Sodstvo do danes ni sprožilo preiskav ali sodnih postopkov proti storilcem tega kaznivega dejanja, ki živijo v Bosni in Hercegovini.